# Квинт Фабий Пиктор
Квинт Фа́бий Пи́ктор (лат. Quintus Fabius Pictor; родился, по одной из версий, в 254 году до н. э. — умер после 216 года до н. э.) — первый из римских старших анналистов, автор написанных на древнегреческом «Анналов». Пиктору приписывается также труд «О праве понтификов» (лат. De iure pontificio), но его автором был, предположительно, Квинт Фабий Максим Сервилиан, консул 142 года до н. э.

## Биография
Квинт происходил из патрицианского рода Фабиев и принадлежал к сенаторскому сословию. Известно, что Фабий Пиктор состоял в родственных связях с другим выдающимся представителем патрицианских Фабиев — Квинтом Фабием Максимом, впоследствии прозванного Медлителем за применяемую им в боях с Ганнибалом тактику «выжженной земли». Датой рождения Фабия Пиктора германский филолог-антиковед Фридрих Любкер считает 254 год до н. э.
В 225 году до н. э. участвовал в войне с галлами и в войне с Ганнибалом. Летом 216 года до н. э., после сокрушительного поражения римлян при Каннах, был послан сенатом с посольством к Дельфийскому оракулу. Датой основания Рима Пиктор считал 747 год до н. э. (первый год восьмой Олимпиады), что указывает на знание им греческих научных трудов по ранней римской истории. «Анналы» Пиктора построены по хронологическому принципу и охватывают период от мифических времён до последних событий времён Второй Пунической войны. Основное внимание Пиктор уделяет Пуническим войнам, считая необходимым донести до греческой аудитории позицию Рима, а также поднять статус родного города.
Источниками Пиктора считаются «календари», которые вела коллегия понтификов — краткие записи о важнейших событиях, произошедших в течение года, личные записи рода Фабиев и других родов, а также различные легенды. В описании событий Второй Пунической войны Фабий Пиктор также пользуется своими собственными знаниями.
Пиктора использовали для составления своих исторических произведений Полибий и Дионисий Галикарнасский, на него часто ссылался Тит Ливий.

## Потомки
В браке с неизвестной женщиной Квинт Фабий имел, по крайней мере, одного сына, унаследовавшего отцовский преномен. В промежутке между 190 и вплоть до своей смерти, в 167 году до н. э., Квинт-младший состоял в жреческой коллегии фламинов Квирина (Flamen Quirinalis) и достиг в своей гражданской карьере претуры в 189 году до н. э.